# کیمبرلی بروبیکر بردلی
کیمبرلی بروبیکر بردلی (به انگلیسی: Kimberly Brubaker Bradley) (متولد ۲۴ ژوئن ۱۹۶۷) نویسنده کتاب کودک و نوجوان جوان است. کتاب «جنگی که نجاتم داد» جایزه افتخار نیوبری را در سال ۲۰۱۶ دریافت کرد.